# Barberenasuchus
Barberenasuchus – rodzaj wymarłego archozauromorfa z grupy Archosauriformes, żyjącego w późnym triasie na terenie współczesnej Brazylii. Jego szczątki odkryto w osadach formacji Santa Maria. Nazwa rodzaju honoruje paleontologa Mário Costa Barberena. Pozycja filogenetyczna Barberenasuchus w obrębie Archosauriformes jest niepewna; autor jego opisu uznał go za bazalnego krokodylomorfa z grupy Sphenosuchia, natomiast Kischlat (2000) sklasyfikował go jako rauizucha. Irmis, Nesbitt i Sues (2013) stwierdzili, że szczątki Barberenasuchus nie mają żadnych cech pozwalających na potwierdzenie przynależności tego zwierzęcia do krokodylomorfów; na podstawie obecności okna przedoczodołowego zaliczyli go do Archosauriformes, ale nie byli w stanie dokładniej określić jego pozycji filogenetycznej w obrębie tej grupy.